# Wasserburg am Inn
Pour les articles homonymes, voir Wasserburg (homonymie).
Wasserburg am Inn est une ville de Bavière en Allemagne.

## Quartiers
La ville a englobé divers villages ou quartiers :
| - Attel (où se trouve l'abbaye d'Attel) - Attlerau - Au - Edgarten - Elend - Gabersee - Gern - Heberthal - Kobl - Kornberg - Kroit | - Langwiederberg - Limburg - Osterwies - Reisach - Reitmehring - Rottmoos - Seewies - Staudham - Viehhausen - Wasserburg am Inn - Weikertsham |

Wasserburg am Inn compte aujourd'hui 40 000 habitants (banlieue) dont 12 500 vivent dans la ville elle-même. C'est une ville qui fut longtemps enrichie par le commerce car elle avait fait construire un pont pour traverser le fleuve qui l'entoure, l'Inn. Les constructions sont très typées bavaroises. On y trouve tous les services utiles : magasins, bars, restaurants et autres. Elle se trouve à environ une heure de train de Munich et a à peine une heure de route du lac voisin, le Chiemsee, longé par les Alpes. Sur une de ses îles se trouve un des châteaux de Louis II de Bavière, le château de Herrenchiemsee.

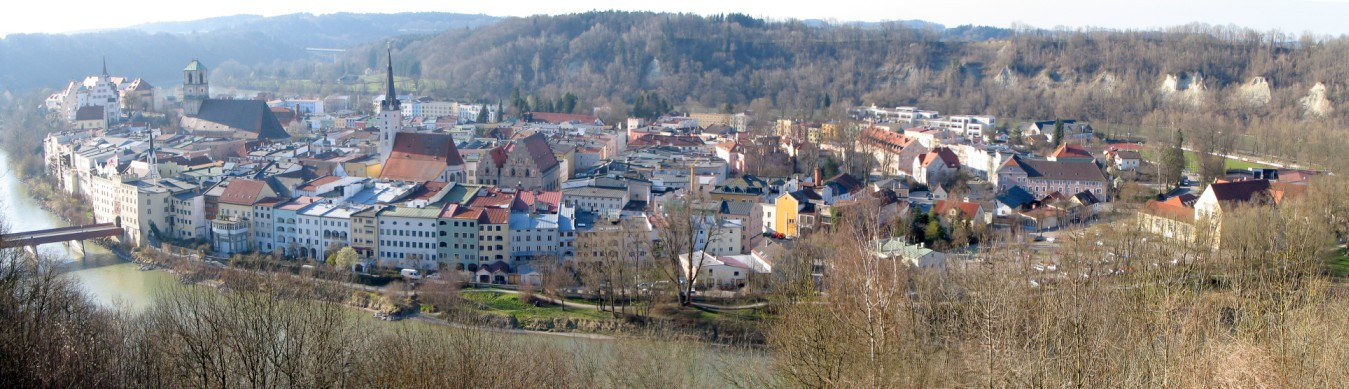
Wasserburg am Inn en été…

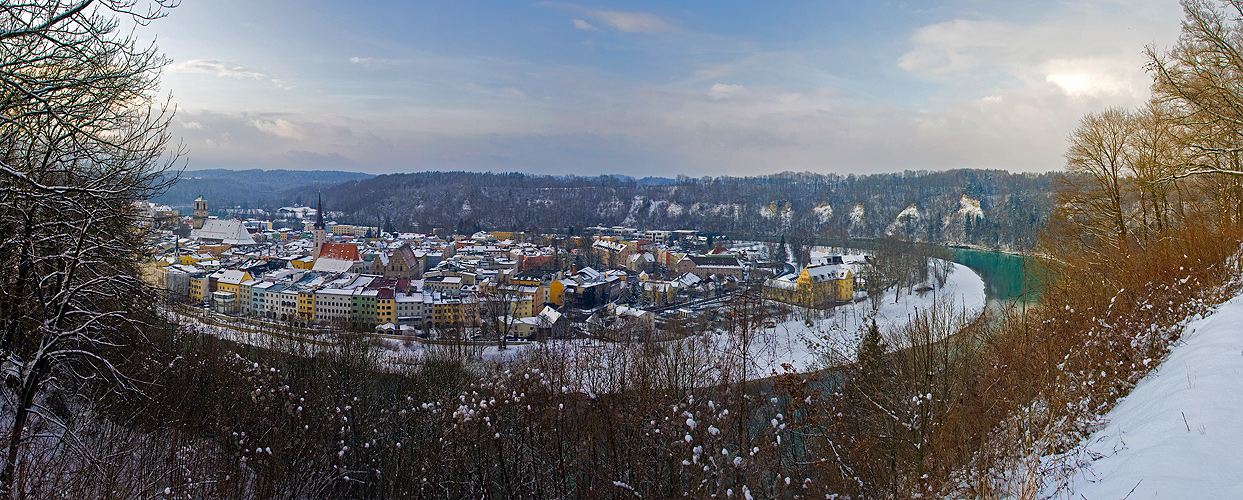
…et en hiver.

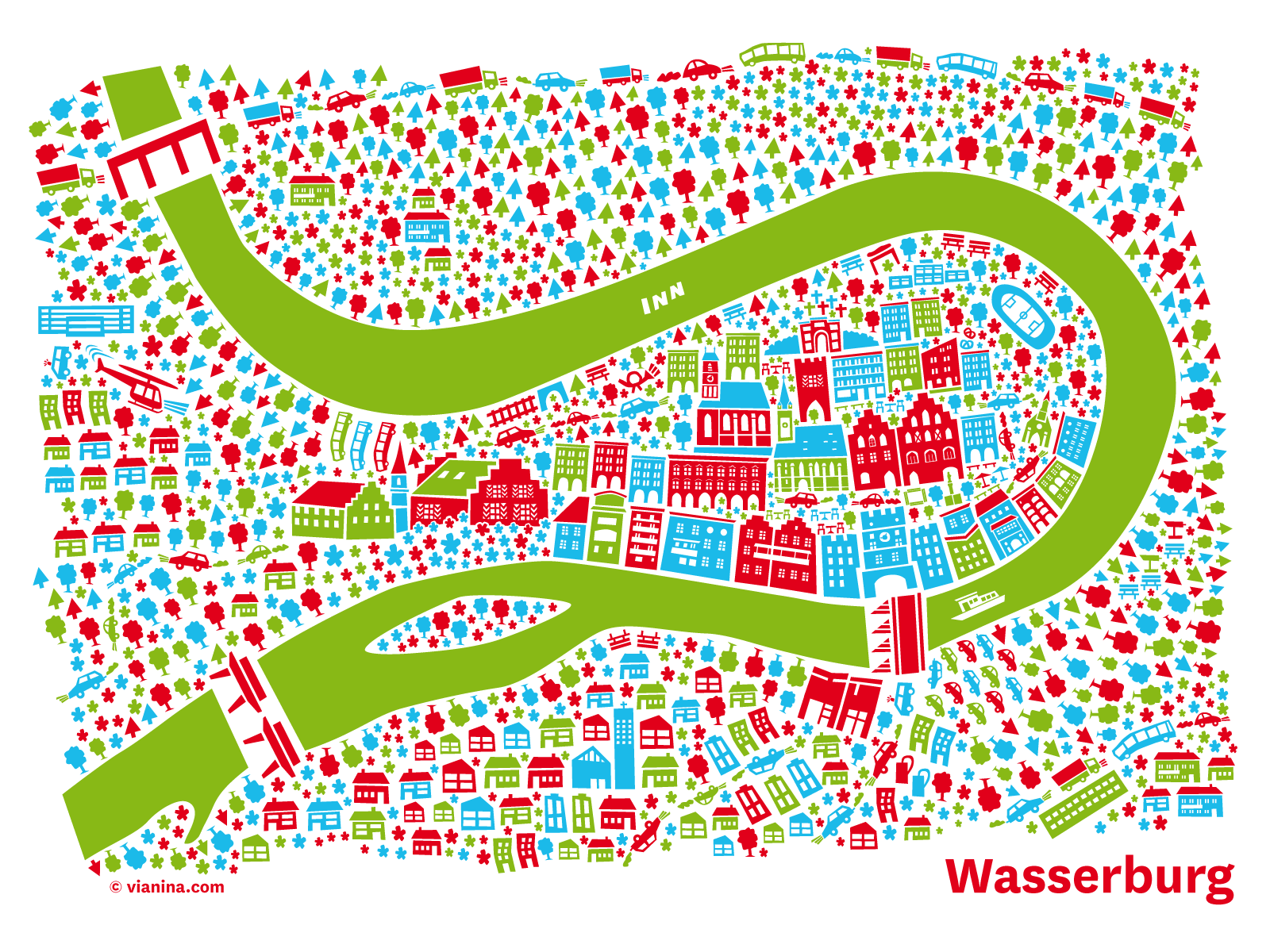
Wasserburg am Inn illustré.